# آرآی‌یو
آرآی‌یو (انگلیسی: RIU Hotels) شرکت گردشگری و هتل‌داری اسپانیایی است، که در سال ۱۹۵۳ تأسیس شد.